# 飯田よしの
飯田 よしの（いいだ よしの、1990年5月4日 - ）は、東京都出身の元女子競輪選手。現役時代は日本競輪選手会東京支部所属、ホームバンクは西武園競輪場。日本競輪学校（当時。以下、競輪学校）第106期生。師匠は布施義憲（59期）。

## 経歴
小学校時代には水泳、中学時代には卓球部、高校時代は軽音楽部に所属していた。目白大学に進学し自転車と出会い、競輪選手を目指すことになったという。
2012年12月20日、競輪学校第106回技能試験に合格。在校競走成績は9位（2勝）。
2014年5月14日、西武園競輪場でデビューし6着。初勝利は2日後の5月16日の同場で挙げた。
2020年12月30日の立川FII最終日の一般戦で落車し負傷し、その後は長期欠場が続いていたが引退を決意。
2021年5月6日、選手登録消除。通算戦績は540戦16勝。